# Bundesbeauftragter für den Datenschutz und die Informationsfreiheit

Logo von 2014–2018

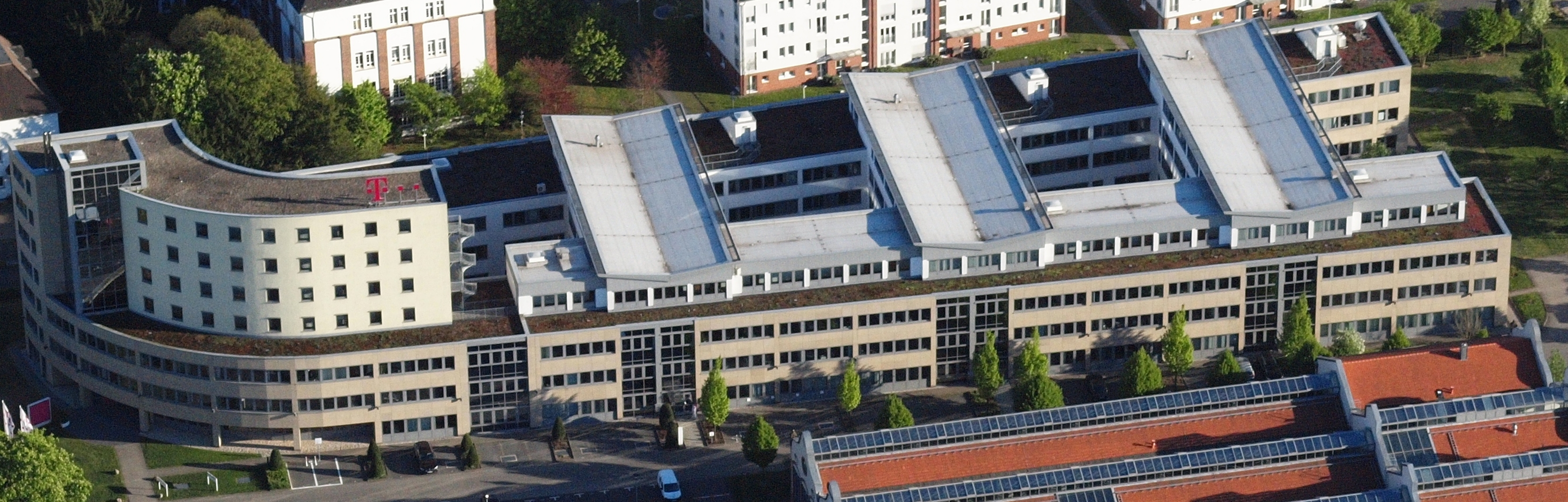
Sitz der BfDI in Bonn, Graurheindorfer Straße 153 (2014)

Die Bundesbeauftragte für den Datenschutz und die Informationsfreiheit (BfDI) ist eine unabhängige eigenständige oberste Bundesbehörde für den Datenschutz und die Informationsfreiheit. Ihr Sitz ist Bonn im Ortsteil Castell.

## Position
Die Bundesbeauftragte für den Datenschutz und die Informationsfreiheit ist eine unabhängige Datenschutzbehörde gemäß Art. 51 Absatz 1 der Datenschutz-Grundverordnung (DSGVO). Sie ist in dieser Funktion im föderalen System Deutschlands gemäß § 9 des Bundesdatenschutzgesetzes (BDSG) zuständig für die Überwachung des Datenschutzes bei öffentlichen Stellen des Bundes und bei Unternehmen, die Telekommunikations- und Postdienstleistungen erbringen. Seit dem Inkrafttreten des Informationsfreiheitsgesetzes des Bundes am 1. Januar 2006 ist sie auch Bundesbeauftragte für Informationsfreiheit. Zuvor lautete ihr Titel Bundesbeauftragte für den Datenschutz (BfD). Sie erstellt einen jährlichen Tätigkeitsbericht. Die Bundesbeauftragte für den Datenschutz und die Informationsfreiheit wird von der Bundesregierung vorgeschlagen und vom Deutschen Bundestag gewählt. Die Amtszeit beträgt fünf Jahre. Sie kann einmal wiedergewählt werden (§ 11 BDSG). Während ihrer Amtszeit erhält sie Amtsbezüge in Höhe der einem Bundesbeamten der Besoldungsgruppe B 11 zustehenden Besoldung (§ 12 BDSG). Sie steht dabei in einem öffentlich-rechtlichen Amtsverhältnis, nicht jedoch in einem Beamtenverhältnis. Die BfDI kann Gebühren nach der Besonderen Gebührenverordnung des BMI erheben.
Der Bundesbeauftragten steht ein Zeugnisverweigerungsrecht hinsichtlich Personen und Tatsachen zu, mit denen sie in ihrer Eigenschaft als Bundesbeauftragte in Berührung kommt (§ 13 Abs. 3 BDSG). Sie kann ebenso über die Zeugnisverweigerung ihrer Mitarbeitenden entscheiden.
Die Bundesbeauftragte ist seit dem 1. Januar 2016 eine eigenständige oberste Bundesbehörde. Zuvor war sie beim Bundesministerium des Innern eingerichtet, gehörte jedoch nicht zu dessen nachgeordnetem Geschäftsbereich, sondern nahm verwaltungsorganisatorisch eine Sonderstellung ein, da sonst eine datenschutzrechtliche Kontrolle von Bundesministerien nicht möglich gewesen wäre. Sie unterstand der Rechtsaufsicht der Bundesregierung und der Dienstaufsicht des Bundesministeriums des Innern. Nachdem der Europäische Gerichtshof entschieden hatte, dass diese Aufsichtsformen mit der Unabhängigkeit nicht zu vereinbaren sind, ist das BDSG geändert worden. Seit Inkrafttreten der Gesetzesänderung am 1. Januar 2016 untersteht die Bundesbeauftragte keiner Aufsicht mehr.
In der Ausübung ihres Amtes ist die Bundesbeauftragte für den Datenschutz und die Informationsfreiheit völlig unabhängig. Auf Vorschlag des Präsidenten des Bundestages wird sie durch den Bundespräsidenten ihres Amtes enthoben, wenn sie eine schwere Verfehlung begangen hat oder sie die Voraussetzungen für die Wahrnehmung ihrer Aufgaben nicht mehr erfüllt. Der Haushalt der Bundesbeauftragten für den Datenschutz und die Informationsfreiheit wird in einem eigenen Einzelplan (Einzelplan 21 des Bundeshaushalts) ausgewiesen. Ihre Rechtsstellung ähnelt damit stark der des Bundesrechnungshofes.
Das Amt des Bundesbeauftragten wurde ab dem 7. Januar 2019 von Ulrich Kelber ausgeübt, der bis dahin Mitglied des Deutschen Bundestages war. Seine Amtszeit endete am 6. Januar 2024, bis zum 6. Juli 2024 war er noch geschäftsführender Amtsinhaber. Seine Nachfolge übernahm am 3. September 2024 die Bonner Rechtswissenschaftlerin und Professorin Louisa Specht-Riemenschneider.
Der Koalitionsvertrag für die 20. Legislaturperiode sieht eine deutliche Stärkung der Datenaufsicht durch den Bundesbeauftragten vor.

## Aufgaben
Die Aufgaben der Bundesbeauftragten trennen sich in die drei Bereiche Datenschutz, Informationsfreiheit und Umweltinformationen.

### Datenschutz
Die Bundesbeauftragte überwacht bei Bundesbehörden, anderen öffentliche Stellen des Bundes sowie bei Telekommunikations- und Postdienstunternehmen die Einhaltung des Datenschutzes und setzt dies durch (Art. 57 DSGVO, § 9 BDSG, § 42 (3) PostG. Sie kontrolliert zudem die Einhaltung des Datenschutzes bei der Durchführung von Sicherheitsüberprüfungen nach dem Sicherheitsüberprüfungsgesetz (SÜG) des Bundes, auch soweit sie private Unternehmen betreffen. Darüber hinaus hat sie verschiedene Aufgaben zur Sensibilisierung der Öffentlichkeit sowie der ihrer Aufsicht unterliegenden Stellen und bearbeitet in ihrem Zuständigkeitsbereich Beschwerden über angenommene Verstöße gegen den Datenschutz oder das Recht auf Informationszugang.
Nicht zu ihren Aufgaben gehört die Datenschutzaufsicht in der allgemeinen Privatwirtschaft; hierfür sind die Aufsichtsbehörden der Länder zuständig (§ 40 BDSG). Mit Ausnahme Bayerns ist diese Aufgabe den Landesbeauftragten für den Datenschutz zugewiesen, die auch für die Datenschutzaufsicht über Behörden und öffentliche Stellen der Länder zuständig sind.
Die Bundesdatenschutzbeauftragte ist Mitglied der Konferenz der unabhängigen Datenschutzbehörden des Bundes und der Länder. Sie ist der gemeinsame Vertreter der deutschen Datenschutzbehörden im Europäischen Datenschutzausschuss und vertritt Deutschland gemeinsam mit den Aufsichtsbehörden der Länder in den europäischen und internationalen Konferenzen der Datenschutz- und Informationsfreiheitsbeauftragten. Ferner wirkt sie in den Gemeinsamen Datenschutz-Kontrollgremien für Europol und das Schengener Informationssystem (SIS) mit.
Einige Zahlen: Neben den 28 Obersten Bundesbehörden (22 Oberste Behörden + sechs Gerichte) mit ihren Behörden und Einrichtungen des Geschäftsbereichs unterstehen auch 228 Auslandsvertretungen des Auswärtigen Amtes der Datenschutzkontrolle durch die BfDI, außerdem 149 bundesunmittelbare Sozialversicherungsträger und deren Spitzenverbände sowie 303 gemeinsame Einrichtungen gemäß § 50 Absatz 2 SGB II (Jobcenter). Seit dem 25. Mai 2018 obliegt auch die datenschutzrechtliche Aufsicht über die 26 Landesfinanzbehörden einschließlich der 535 Finanzämter und über Teile der 11.000 kommunalen Steuerämter dem BfDI. Darüber hinaus kontrolliert die BfDI auch die Einhaltung der datenschutzrechtlichen Bestimmungen bei den Anbietern von Post- und Telekommunikationsdienstleistungen. Dies umfasste bis zum Anwendungsbeginn der DSGVO ca. 3.500 Telekommunikations- und ca. 1.000 Postdienstleister, seit dem 25. Mai 2018 auch die ca. 60.000 nicht lizenzierten Postdienstleister.
Für die beaufsichtigten/kontrollierten Stellen des Bundes in den Bereichen Sabotageschutz und Geheimschutz sowie der Unternehmen, die dem Sicherheitsüberprüfungsgesetz unterfallen, liegen keine öffentlichen Zahlen vor.

### Informationsfreiheit
Die Bundesbeauftragte für die Informationsfreiheit kann nach § 12 Abs. 1 des Informationsfreiheitsgesetzes von jedem angerufen werden, „wenn er sein Recht auf Informationszugang nach diesem Gesetz [IFG] als verletzt ansieht.“ Seit Februar 2021 besteht diese Möglichkeit auch für den Zugang zu Umweltinformation nach dem Umweltinformationsgesetz (UIG). Die Möglichkeit des BfDI erstreckt sich allerdings nur auf Vermittlung und Beanstandung, nicht aber auf Herausgabe der Informationen. Zudem hemmt die Einschaltung des BfDI keine Fristen für Rechtsmittel.
Die Informationsfreiheitsbeauftragte ist Mitglied in der Konferenz der Informationsfreiheitsbeauftragten in Deutschland.
Alle 2 Jahre stellt die BfDI einen Tätigkeitsbericht zur Informationsfreiheit vor, der dem Deutschen Bundestag überreicht wird. Bisher sind 6 Berichte erschienen.

#### „Access for one – access for all“
Unter dem Motto „Access for one – access for all“ (zu deutsch: Zugriff für einen – Zugriff für alle) veröffentlicht die BfDI mit der Zeit Reden, Vorträge und Dokumente, die bereits von Bürgern angefragt wurden.

### Umweltinformationen
Die BfDI erhielt im März 2021 die Zuständigkeit für die Beratung und die Kontrolle rund um das Umweltinformationsgesetz (UIG) des Bundes. Dies umfasst die Beratungs- und Kontrollzuständigkeit für den Zugang zu Umweltinformationen bei den öffentlichen Stellen des Bundes, beispielsweise wenn Bauangelegenheiten, die Raum- oder Verkehrsplanung oder die Land- und Forstwirtschaft betroffen sind.

## Organisation
Die Dienststelle der Bundesbeauftragten für den Datenschutz und die Informationsfreiheit ist neben dem Leitungsstab und dem unmittelbar der Leitung unterstellten IFG-Referat in vier Abteilungen aufgeteilt, zu denen jeweils bis zu acht Fachreferate gehören:
- Abteilung 1: Grundsatz/Internationales
  - Referat 11: Grundsatz, nichtöffentlicher Bereich
  - Referat 12: Finanz-/Steuerverwaltung, Rechtswesen, Parlamentarischer Bereich
  - Referat 13: Kranken- und Pflegeversicherung, Grundsatzfragen des SGB
  - Referat 14: Europäische und Internationale Angelegenheiten
  - Referat 15: Arbeitsverwaltung
  - Referat 16: Innere Verwaltung, Auswärtiger Dienst
  - Referat 17: Gesundheit und Soziales
  - Referat 18: Beschäftigtendatenschutz, BMVg
- Abteilung 2: Technologischer Datenschutz, Telekommunikation und Telemedien
  - Referat 21: Projekte der angewandten Informatik, Telematik
  - Referat 22: Postdienste, Wirtschaftsverwaltung
  - Referat 23: Telemedien und Messengerdienste
  - Referat 24: Telekommunikation
  - Referat 25: Technologischer Datenschutz, Datensicherheit
  - Referat 26: Technikentwicklung, Labor
  - Referat 27: IT-Sicherheitsbehörden
  - Referat 28: Künstliche Intelligenz
- Abteilung 3: Polizei und Nachrichtendienste
  - Referat 31: Grundsatz, Internationales im Bereich Polizei und Justiz
  - Referat 32: Bundeskriminalamt und Generalbundesanwalt
  - Referat 33: Bundesamt für Verfassungsschutz, Bundesamt für den Militärischen Abschirmdienst
  - Referat 34: Bundesnachrichtendienst, Militärisches Nachrichtenwesen, Nachrichtendienstliche Kooperationen
  - Referat 35: Bundespolizei, Zollkriminalamt, Financial Intelligence Unit
  - Referat 36: Sicherheitsüberprüfungsgesetz
- Abteilung Z: Zentrale Aufgaben
  - Referat Z 1: Personal
  - Referat Z 2: Organisation/Haushalt
  - Referat Z 3: Innerer Dienst/Beschaffung
  - Referat IKT: Informations- und Kommunikationstechnik
  - Justitiariat

Zwischen dem Bundesbeauftragten und den Abteilungen steht der Leitende Beamte und Stellvertreter des Bundesbeauftragten, seit 2024 Andreas Hartl. Davor von 2018 bis 2024 Jürgen H. Müller.
Die BfDI hat ihren Dienstsitz in Bonn (§ 8 Abs. 1 Satz 2 BDSG). In Berlin ist ein Verbindungsbüro eingerichtet.
Des Weiteren ist die BfDI die Zentrale Anlaufstelle (ZASt) der deutschen Datenschutzbehörden in europäischen Angelegenheiten.

## Der Tätigkeitsbericht
Der Tätigkeitsbericht (TB) der Bundesbeauftragten für den Datenschutz und die Informationsfreiheit ist ein gemäß Art. 59 DSGVO und § 15 BDSG zur Unterrichtung des Deutschen Bundestages, des Bundesrates, der Bundesregierung und der Öffentlichkeit jährlich erscheinender Bericht, der über die wesentlichen Entwicklungen des Datenschutzes informiert und eine Liste von Sanktionen und verhängten Maßnahmen enthalten kann. Der Bericht ist auch der Europäischen Kommission und dem Europäischen Datenschutzausschuss zugänglich zu machen. Er erscheint als Bundestagsdrucksache und ist auch als PDF über die Website der BfDI abrufbar.

## Die Bundesbeauftragten für den Datenschutz und (ab 1. Januar 2006) die Informationsfreiheit
| Nr. | Name                          | Lebensdaten | Partei    | Beginn        | Ende          | Anmerkungen                                                                         |
| --- | ----------------------------- | ----------- | --------- | ------------- | ------------- | ----------------------------------------------------------------------------------- |
| 1   | Hans Peter Bull               | * 1936      | SPD       | 14. Feb. 1978 | 16. Mai 1983  |                                                                                     |
| 2   | Reinhold Baumann              | 1924–2016   | parteilos | 16. Mai 1983  | 9. Juni 1988  |                                                                                     |
| 3   | Alfred Einwag                 | * 1928      | parteilos | 9. Juni 1988  | 30. Juni 1993 |                                                                                     |
| 4   | Joachim Jacob                 | 1939–2024   | FDP       | 1. Juli 1993  | 17. Dez. 2003 |                                                                                     |
| 5   | Peter Schaar                  | * 1954      | Grüne     | 17. Dez. 2003 | 16. Dez. 2013 |                                                                                     |
| 6   | Andrea Voßhoff                | * 1958      | CDU       | 6. Jan. 2014  | 5. Jan. 2019  |                                                                                     |
| 7   | Ulrich Kelber                 | * 1968      | SPD       | 7. Jan. 2019  | 6. Jan. 2024  | Vom 6. Januar zum 6. Juli 2024 geschäftsführend im Amt gem. § 12 Abs. 2 Satz 6 BDSG |
| 8   | Louisa Specht-Riemenschneider | * 1985      | parteilos | 3. Sep. 2024  |               |                                                                                     |